# سوزان هوغن
سوزان هوغن (بالإنجليزية: Susan Hogan)‏ هي مؤرخة ثقافية ‏ بريطانية، ولدت في 1961.